# ديون-تالا
ديون-تالا (بالقيرغيزية: Дөң-Талаа)‏ وهي قرية في مقاطعة إيسيك كول في قيرغيزستان. بلغ عدد سكانها حوالي (865) نسمة عام 2009.